# Onduladora
La onduladora es la máquina que, a partir de bobinas de papel, permite la fabricación de planchas de cartón ondulado. La onduladora se divide en dos partes: parte húmeda y parte seca.

## Parte húmeda
Se compone de:

### Portabobinas
Se encargan de alimentar de papel a los grupos de ondular desenrollando la bobina de forma continua y regular a una tensión constante conseguida mediante un freno.

### Empalmadores
Su misión es cortar el papel de una bobina (bien porque éste se ha acabado, bien porque se va a cambiar de calidad) y empalmar la nueva bobina con ayuda de una cinta adhesiva de doble cara. 

### Precalentadores
Son cilindros calentados mediante vapor cuya misión es aumentar la temperatura de los papeles antes de entrar al grupo de ondular para homogeneizar su humedad y permitir su posterior encolado.

### Grupos de ondular
Un grupo de ondular consta de dos rodillos metálicos acanalados con un perfil de onda determinado (A, C, B, E,…) entre los cuales discurre el papel tripa adquiriendo el mismo perfil, una bandeja por donde circula la cola, un rodillo dosificador y un rodillo aplicador que se encargan de llevar la cola hasta las crestas de las ondas del papel tripa ondulado así como un rodillo prensa que se encarga de poner en contacto y encolar el papel cara con el papel tripa. Las colas empleadas en la fabricación de cartón ondulado son disoluciones acuosas de almidón que, al calentarse, gelatiniza y alcanza propiedades adhesivas.

### El puente almacén
A la salida de cada grupo de ondular, el simple cara se deposita en forma de bucles sobre el puente. Este puente almacén permite absorber las diferencias de velocidad entre los grupos y el resto de la onduladora (durante los empalmes hay que bajar la velocidad del grupo) así como la evaporación y el secado del simple cara. 

### Tríplex
Realiza la misma función que los precalentadores, sólo que éste se compone de 3 cilindros y preacondiciona los dos simples caras.

### Doble encoladora
Consiste en dos grupos encoladores independientes que aplican cola sobre las crestas de los dos simple caras y los une entre sí y a la cara inferior.

### Mesa caliente
En la mesa caliente se realiza la unión y el secado del cartón. Se compone de unas placas de fundición alimentadas por vapor y de una manta que va sobre el cartón para ayudar a arrastrarlo y que se comparte con la zona de tracción.

### Mesa de tracción
Es la que tira del cartón arrastrándolo por toda la mesa caliente. La tracción se transmite mediante dos paños que producen un sándwich de cartón.

## Parte seca
Se compone de cortadora auxiliar, slitter, cortadora transversal y apiladores:

### Cortadora auxiliar
Da uno o varios cortes transversales. Tiene dos misiones, crear un espacio dando un corte para dar tiempo a los cabezales de la slitter a efectuar un cambio de pedido y separar desperdicio lateral dando cortes en continuo y dejando caer el cartón en bandas.

### Slitter
Se compone de unos ejes que llevan incorporados las cuchillas de hender y las de cortar longitudinalmente la plancha.

### Cortadora transversal
Consta de dos cuchillas helicoidales girando a la velocidad adecuada para cortar la plancha a la longitud deseada.

### Apiladores
Se encargan de transportar la plancha hasta un elevador donde se va formando la pila. Una vez alcanzada la altura de pila deseada, ésta se evacúa mediante un camino de rodillos o cintas de acetal.
- Datos: Q6050872